# Vlado Kumpan
Vladimír „Vlado“ Kumpan (* 11. April 1972 in Skalica) ist ein slowakischer Trompeter. Er leitet die Blaskapelle Vlado Kumpan und seine Musikanten, mit welcher er 2003 in der Profiklasse den ersten Platz (95,6 Punkte) erzielte und damit „Europameister der Blasmusik“ wurde.

## Leben
Mit sieben Jahren erhielt Kumpan in Gbely Trompetenunterricht. Mit 14 Jahren begann er ein Studium am Konservatorium in Bratislava bei Michal Janoš, welches er nach sechs Jahren abschloss. Danach ging Kumpan an die Musikhochschule Bratislava zu Kamil Roško, wo er nach vier Jahren sein Studium beendete. Während seines Studiums spielte er zwei Jahre im Nationaltheater Bratislava, danach zwei Jahre im Rundfunkorchester Bratislava. Er hat mit zahlreichen Orchestern und Musikkapellen gespielt, Tourneen und Aufnahmen gemacht. Als Gastsolist ist Kumpan mehrmals im Jahr in Europa unterwegs.

## Diskographie
Kumpan hat unter anderem bei 13 CDs mit Gloria, 6 CDs mit Moravenka, 3 CDs mit Michael Klostermann sowie je einer CD mit Moravanka, mit Polnanka und Mistříňanka mitgewirkt. Mit seiner eigenen Kapelle Vlado Kumpan und seine Musikanten hat er 12 CDs aufgenommen.

### Solo-CDs
- Trompetenkönig (1998)
- Trompetenparade (2002)
- Zauberlippen (2003)
- Weinende Trompete (2006)
- Himmlische Trompete (2008)
- Welthits (2009)
- The Power of Love

### CDs von Vlado Kumpan und seine Musikanten
- Vlado Kumpan und seine Musikanten
- (nur) für Kameraden
- 13 Solisten
- Glanzlichter der Blasmusik
- Mährische Diamanten
- Ein schöner Traum
- Die goldenen Klassiker
- Zum Geburtstag
- Mährisches Herz
- Jubiläumsausgabe (Zum zehnjährigen Bühnenjubiläum)
- Virtuose Kumpane
- Liebe auf den ersten Blick
- Das Beste
- Herzig
- Jubiläums-Produktion 15 Jahre Instrumental
- Just for you
- Mährischer Gruß